# リミットレス
『リミットレス』（原題: Limitless）は、2011年のアメリカ合衆国のテクノスリラーサスペンス映画。アラン・グリンによる2001年の小説『ブレイン・ドラッグ』を基に、レスリー・ディクソンが脚本を書き、ニール・バーガーが監督を務めた。

## ストーリー
ニューヨークの中国人街に住む作家エディ・モーラは怠惰でうだつのあがらない生活から恋人のリンディに別れを告げられ、そのショックを引きずり仕事でも失敗する。ある日、彼はバーで元妻の弟バーノンから「NZT-48」というスマートドラッグを手に入れる。エディは普段20%しか使われていない脳の能力を100%活用させるというその薬を飲むと、効き目は確かで、一晩で本を書き上げてしまうことができた。しかしエディは、さらなるNZTを求めてバーノンの部屋を訪れたところ、バーノンが殺されているのを発見する。エディは警察に通報後、部屋からNZTと大量の金を手に入れて現場を後にする。エディはすっかりNZTにハマり冴わたる頭脳は人々を魅了した結果、付き合う友人はセレブな層となり、投資会社に勤め始めた。その会社でも1万2000ドルを230万ドルにまで増やした伝説となりチームリーダーまで出世。ある日、先輩から大物投資家のバン・ルーを紹介される。バン・ルーにも試験的に認められ、とうとう独立を決意したエディは闇金ゲナディから借りた金で運用を始める。NZTの服用量を増やした一週間は更にエディの処理能力を向上させた。バン・ルーが頭を悩ませていた会社合併話のとりなしをも最終まで漕ぎ着けたNZT服用2ヶ月目、エディの体は着いて行けなくなり取立てに来た闇金ゲナティの前で倒れてしまう。その際、ゲナティにNZTを一錠奪われてその効果を知られてしまい、金とNZTの両方を強請られる事になる。反省からエディは服用のコントロールをおぼえ、用心棒二人と顧問弁護士を雇い三重のセキュリティの効いたマンションを850万ドルで購入し移り住む。しかし、NZTの在庫が底を着きゲナティへの支払を怠り死に直面するエディ。なんとか九死に一生を得て、バンルーの会社合併の調印の日、冴えないエディだったが「とある秘密」を覚（さと）る事となる。NZT服用を始めてから12ヶ月目、エディのことを「モーラ上院議員」と呼ぶ黒人の秘書ルーベンに起こされる。バンルーは投資家から蔵替えしアイベン産業という製薬会社経営に専念していた。NZTの生産をしていた黒幕がバンルーであり、合併話の相手や世界の投資家はバンルーから処方されていたNZTにより成果をあげる駒だったのだ。その一端を担うようになっていたエディは生産ラボの一翼となり、議員にまで上り詰めていた。当初たまたま手に入れたNZTで成果を挙げていたエディを付け狙っていた殺し屋もバンルーの差し金だった。よって駒になってバンルーに帰依する事に嫌気が差していたエディは画策していた。ラボを取上げると脅すバンルーに対抗しシナプシュを書き換えた副作用のないNZTを密かに生産して逆転の工作をしていたのだった。

## キャスト
※括弧内は日本語吹替
エディの生活圏
- エディ・モーラ - ブラッドリー・クーパー（浜田賢二）作家志望の青年。出版契約を果たすがスランプで筆が進んでいない。しかし、「NZT-48」を使ったことで生活が一変する。作家としての成功をはじめ、大儲けするようになる。
  - メリッサ・ギャント - アンナ・フリエル（藤貴子）エディの元妻
  - バーノン・ギャント - ジョニー・ホイットワース（志村知幸）メリッサの弟。何者かに殺害される。普段の生活や、人付き合いから姉からはあまり信用されておらず、亡くなった時も自業自得のように思われていた節があった。
- リンディ - アビー・コーニッシュ（斎藤恵理）エディの元彼女。ブロンドのショートヘア。編集者。
- バレリー - T・V・カーピオ（英語版）　大家の娘

- ゲナディ - アンドリュー・ハワード（英語版）（仲野裕）闇金
  - リーヴ - 酒場の店主。エディにゲナディを紹介
  - ○○とビクトール - ゲナディの用心棒コンビ

エディのビジネス圏
- カール・バン・ルーン - ロバート・デ・ニーロ（佐々木勝彦）通称バンルー
  - ジョン - 秘書
  - ハンク・アトウッド - リチャード・ベキンス（英語版）　バンルー合併模索相手
  - アトウッド夫人 - パトリシア・カレンバー（英語版）
- ケビン・ドイル - ダーレン・ゴールドスタイン　エディの勤める投資会社の先輩。バンルーを紹介
- モリス・ブラント - ネッド・アイゼンバーグ　エディがクスリ服用から2ヵ月後に雇う弁護士

その他
- コートの男 - トーマス・アラナ　ナイフ使いの殺し屋
- ドン・ピアス - ロバート・ジョン・バーク
- マーラ・スットン - シンディ・カッツ
- 刑事 - ブライアン・アンソニー・ウィルソン　バーノン殺害犯を追う

その他の声の吹き替え
山本兼平／東正実／原島梢／高橋里枝／大羽武士／川島悠美／中西俊彦／中尾一貴／田中雅之

## 製作
レスリー・ディクソンは自ら原作の権利を購入して脚本を書いた。ディクソンは映画のプロデューサーに名を連ねることで、通常より少ないコストで脚本を仕上げることができた。ディクソンとスコット・クルーフはニール・バーガーに監督を依頼した。バーガーにとって他人が書いた脚本を手がけるのはこれが初となった。当初はユニバーサル・ピクチャーズが企画を進め、2008年4月にシャイア・ラブーフの主演として発表された。
その後企画はレラティビティ・メディアとローグ・ピクチャーズ、およびリチャード・ブランソンのヴァージン・プロデューストの下に移り、2009年11月、ブラッドリー・クーパーがラブーフに代わり主演を務めることが発表された。2010年3月、ロバート・デ・ニーロの出演が決定し、同年5月、フィラデルフィアで撮影が始まり、その後ニューヨークでも撮影が行われた。マセラティはプロダクトプレイスメントへの「ゲリラ的アプローチ」として、高級車の使用が検討されていたプエルトバヤータでのカーチェイスシーンの撮影にマセラティ・グラントゥーリズモ2台を無償で提供した。2010年12月までに正式なタイトルは『The Dark Fields』から『Limitless』へと変わった。

## 科学的整合性
「人間の脳はある一定の割合しか使われていない」というこの物語の前提は完全な神話 (迷信) である「脳の10パーセント神話」。これはドラマ版21話でも言及されている。
ミネソタ大学の物理学教授ジェームズ・カカリオスによると、医学によって知能を向上させることはもっともらしいが、現在の神経化学はそこまで到達していないという。また、作中の「人間は脳の2割しか使うことができない」という考えについては、脳の100%が時を異にして使われていると語った。カカリオスは、もしそのような薬が存在したら、使用者は薬を切らすとリバウンド現象に遭う可能性を述べた。映画では主人公の元妻がドラッグが切れると10分以上集中を持続することができないと語る箇所がある。

## 公開
2011年3月8日、ニューヨークでワールドプレミアが行われた。Box Office Mojoは本作を興行成績の予想が難しい映画と位置づけていたにもかかわらず、2011年3月18日に北米2,756館で公開されると、3日間で1890万ドルを売り上げ、週末の興行成績で同週公開の『リンカーン弁護士』『宇宙人ポール』や、3週目の『ランゴ』、2週目の『世界侵略: ロサンゼルス決戦』らを押し退けて首位に立った。
また、DVDおよびBlu-ray版の発売の際には、特典として別エンディングの収録や、海外では劇場公開時にR指定を考慮してカット修正された、暴力・セックスシーン等の描写等が修正無しで入っているバージョンも存在する。

## 評価
本作は批評家から概ね高い評価を得た。Rotten Tomatoesは174個のレビューに基づき、本作の支持率を70%、評価の平均を6.4/10としている。Metacriticは37個のレビューに基づき、59/100という評価の加重平均値を示している。
『シカゴ・サンタイムズ』のロジャー・イーバートは2.5/4個の星を与え、「すごくいいというわけではないが、触れ込みは興味をそそる」といい、また「ニール・バーガーは独創的な視覚効果を行っている」、そして結びに「『リミットレス』は15、あるいはせいぜい20パーセントしかその脳を使っていない。それでも、ほかの映画よりもずっと多くの脳を使っている」と書いた。

## ドラマ版
2015年1月に米CBS局での同作のテレビシリーズ化に向けて、ドラマ版のパイロット版が製作されるとThe Hollywood Reporterより報じられた。このドラマ版は映画版の続編という設定であり、主人公もエディ・モーラに代わってブライアン・フィンチという男が設定される。彼がNZT-48を使い、強化された能力を用いてFBIに事件解決に協力するという筋立てになっており、前作の主人公だったエディ・モーラも大統領候補の上院議員として登場し、映画版と同じくブラッドリー・クーパーが演じる。制作陣は海外ドラマ『エレメンタリー ホームズ&ワトソン in NY』を手がけたクレイグ・スウィーニーが脚本と製作総指揮を務め、映画版の脚本を執筆したレスリー・ディクソンと製作のスコット・クルーフもプロデューサーとして参加する。
スポンサーが重視する年齢層の視聴率が低くシーズン1のみで終了した。
日本ではスーパー!ドラマTVで2016年11月23日から2017年4月19日にかけて放映。それに先駆けて第1話と第2話を2016年10月29日から10月30日にかけてプレミア放送された。

### キャスト
ブライアン・フィンチ
演 - ジェイク・マクドーマン、日本語吹替 - 浪川大輔
売れないミュージシャン。ダメ人間だったがNZT-48の服用により覚醒、FBIの捜査に協力する。
NZT-48の副作用を抑える薬品と家族の安全を条件にモーラに使役される。
レベッカ・ハリス
演 - ジェニファー・カーペンター、日本語吹替 - 本田貴子
FBI捜査官。ブライアンのパートナーとして様々な捜査にあたる。
スペルマン・ボイル
演 - ヒル・ハーパー、日本語吹替 - 上田燿司
FBI捜査官。
ナズリーン・“ナズ”・ポーラン
演 - メアリー・エリザベス・マストラントニオ、日本語吹替 - 高島雅羅
FBI局長。
マイク
演 - マイケル・ジェームズ・ショウ
黒人のFBI職員。ブライアンの監視役。
本名は「ダリル」で「マイク」はブライアンが勝手に名付けたニックネームだが、何故か他のFBI捜査官からもこの名で呼ばれている。
アイク
演 - トム・デグナン
白人のFBI職員。ブライアンの監視役。
本名は「ジェイソン」で「アイク」はブライアンが勝手に名付けたニックネームで、他のFBI捜査官から本名を呼ばれないのも「マイク」同様。
エドワード・“エディ”・モーラ
演 - ブラッドリー・クーパー、日本語吹替 - 桐本拓哉
上院議員。
ジャロッド・サンズ
演 - コリン・サーモン
モーラの忠実な部下。表向きはモーラの警備担当者だが、元MI6で暗殺などの裏仕事を遂行している。
パイパー・ベアード
演 - ジョージナ・ヘイグ
元はモーラの下でNZT-48に対する免疫薬の研究をしていたが、モーラと袂を分かち、ブライアンを引き込んで暗殺を企てる。

### サブタイトル一覧
1. 「NZT-48」　Pilot
2. 「FBIデビュー」　Badge! Gun!
3. 「マルコ･ラモスの伝説」　The Legend of Marcos Ramos
4. 「不死身のマウス」　Page 44
5. 「２人のブライアン」　Personality Crisis
6. 「副作用の恐怖」　Side Effects May Include…
7. 「ブライアンはある朝突然に」　Brian Finch's Black Op
8. 「海賊船を追え」　When Pirates Pirate Pirates
9. 「司令部！」　Headquarters!
10. 「アームゲドン」　Arm-ageddon
11. 「それぞれの選択」　This is Your Brian on Drugs
12. 「エディ・モーラの暗殺」　The Assassination of Eddie Morra
13. 「連続ハグ事件」　Stop Me Before I Hug Again
14. 「第三の男」　Fundamentals of Naked Portraiture
15. 「潜入捜査！」　Undercover!
16. 「サンズの知られざる人生」　Sands, Agent of Morra
17. 「コンビ解消」　Close Encounters
18. 「ロシアより愛をこめて」　Bezgranichnyy
19. 「波乱の予感」　A Dog's Breakfast
20. 「レベッカの逆襲」　Hi, My Name Is Rebecca Harris…
21. 「顔のない軍団」　Finale: Part One!
22. 「フィナーレ！（最終回）」　Finale: Part Two!!